# Zahia Hamdane
Zahia Hamdane, née le 14 mai 1965 à Amiens, est une femme politique française élue députée en juillet 2024. 

## Biographie

### Famille et formation
Elle est la fille d'un père harki et d'une mère membre du Front de libération nationale algérien. Elle a grandi dans la cité de la Briquetterie, quartier nord d'Amiens dans un milieu modeste.  Son père se fait embaucher comme ouvrier, d'abord sur les chaînes de l'usine Ferodo, fournisseur de l'industrie automobile, puis à la manufacture Cosserat, fleuron du textile amiénois. De son côté, sa mère réalise des travaux de couture pour les habitants de la cité.
Zahia Hamdane est éducatrice spécialisée de formation. Elle travaille comme animatrice en centre de loisirs, puis comme éducatrice spécialisée avant de devenir directrice d'un établissement de protection de l'enfance. Elle est mère de trois enfants. 

### Carrière politique
Militante de gauche pendant des années sans être encartée, elle rejoint La France insoumise en 2016.  Elle dit avoir trouvé chez LFI un cadre « laissant plus d'autonomie que d'autres partis ».
Elle s'investit également dans la société civile, en devenant directrice de l'Association pour la sauvegarde de l'enfant à l'adulte (ADSEA) de la Somme,.
Elle est conseillère régionale d’opposition des Hauts-de-France depuis 2021 et y siège à la Commission permanente et à la
Commission des affaires familiales et sociales (famille, santé, action sociale, citoyenneté, vie associative).
En 2022, elle est candidate de la Nouvelle Union populaire écologique et sociale (NUPES) aux élections législatives mais doit s'incliner de justesse, au second tour, face à Barbara Pompili qui est élue députée.
Après la dissolution de l'Assemblée nationale par Emmanuel Macron, elle est élue députée aux élections législatives de 2024, le 7 juillet, à l'issue d'une triangulaire l'opposant, au second tour, à Hubert de Jenlis, vice-président du conseil départemental de la Somme et adjoint au maire d'Amiens, candidat d'Ensemble pour la République et à Damien Toumi candidat du Rassemblement national (RN). Elle décrit une campagne « intense et violente », marquée par plusieurs agressions de militants de gauche.